# توکینیا موا
توکینیا موا (به لاتین: Tłokinia Mała) یک منطقهٔ مسکونی در لهستان است که در Gmina Opatówek واقع شده‌است.

## خصوصیات
توکینیا موا ۱۶ نفر جمعیت دارد.